# Ichthyolestes

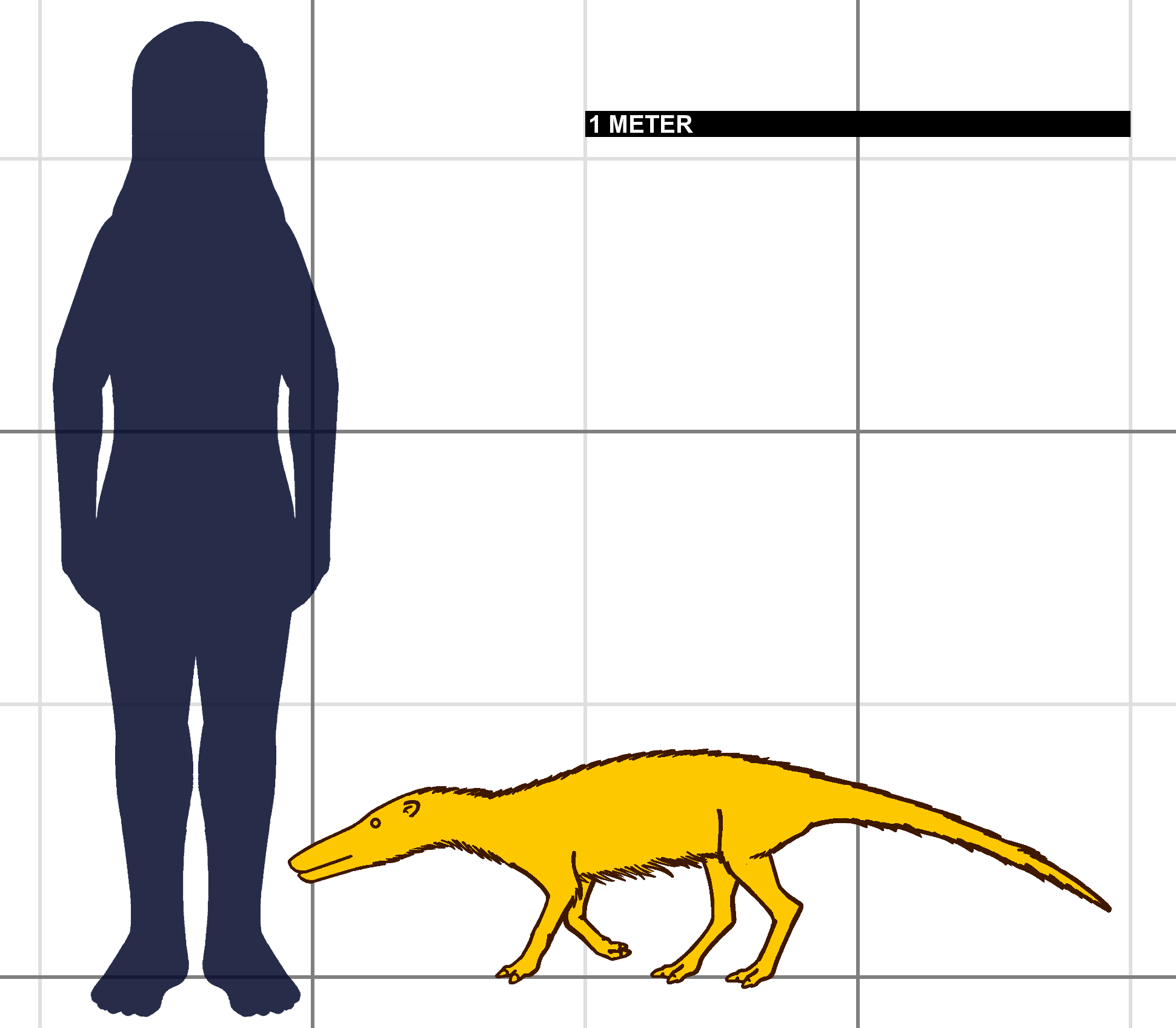

Ichthyolestes — вимерлий рід стародавніх китоподібних, який був ендеміком Індо-Пакистану під час лютету. Наразі цей рід представлений лише видом Ichthyolestes pinfoldi.
Як і інші представники родини Pakicetidae, які вважаються найбільш ранніми і найменш спеціалізованими зі стародавніх китів, Ichthyolestes є чотириногою фазою переходу від землі до моря, яка відбувається в лінії китоподібних.